# 8 Spruce Street
O 8 Spruce Street, originalmente conhecida como Beekman Tower (e atualmente comercializado como New York by Gehry) é um arranha-céu de 76 andares e 271 metros de altura, projetado pelo arquiteto Frank Gehry, localizado no borough nova-iorquino de Manhattan na 8 Spruce Street, entre a William Street e Nassau Street, na Lower Manhattan (ao sul do City Hall Park e da Ponte do Brooklyn)
O 8 Spruce Street é uma das torres residenciais mais altas do mundo, e foi a torre residencial mais alta do Hemisfério Ocidental na época da inauguração, em Fevereiro de 2011. O prédio foi desenvolvido pela extinta empresa Forest City Ratner, projetado pelos escritórios Frank Gehry Architects e WSP Cantor Seinuk Structural Engineers, e construído pela companhia Kreisler Borg Florman. A edificação possui uma escola pública de ensino fundamental pertencente ao Departamento de Educação; acima desse nível e a do varejo, a torre contém apenas unidades de aluguel residencial (898 no total), uma raridade no Distrito Financeiro de Nova York. O quadro estrutural do arranha-céu é feito de concreto armado e, em termos de forma, enquadra-se no estilo arquitetônico do Desconstrutivismo, juntamente com o Aqua, um arranha-céu em Chicago iniciado depois, mas concluído antes do 8 Spruce.

## Design e uso

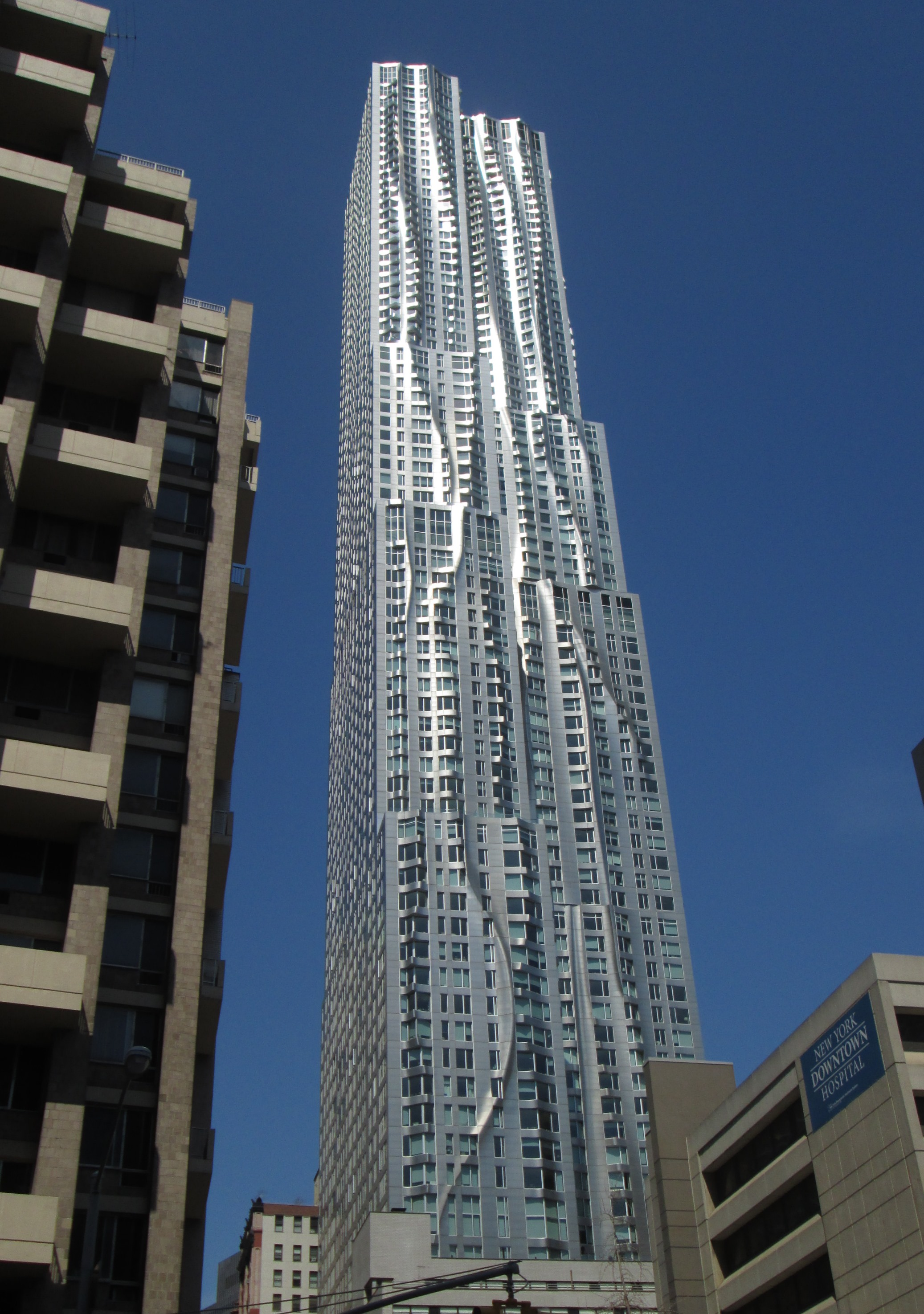
Vista do prédio, a partir da Gold Street

### Escola
A escola é revestida de tijolos avermelhados e cobre 9.300 m2 dos primeiros cinco andares do edifício. Ela possui mais de 600 alunos matriculados no pré-escolar até as aulas da oitava série. O quarto andar possui um deck exterior de 460 m² (5.000 pés quadrados) de espaço de recreativo.

### Apartamentos
Acima da escola primária há uma torre residencial de luxo de 904 unidades revestida em aço inoxidável. Os apartamentos variam de 46 m² a cerca de 150 m²), e consistem em quitinetes e unidades de um, dois e três. Todas as unidades têm preço de mercado, sem apartamentos de baixa ou moderada restrição de renda. Todas as unidades são somente para locação; nenhum está disponível para compra.

### Hospital
O edifício originalmente incluía espaço para o New York Downtown Hospital, ao lado da edificação. Foi reservado 2.300 m² para o hospital, de estacionamento abaixo do solo, mas nunca foi utilizado. A partir de 2016, se tornou uma garagem de manobrista operada comercialmente.

### Espaço Público
Existem praças públicas nos lados leste e oeste do edifício, uma de 1.000 m² e a outra um pouco menor.
O comércio de rua, totalizando aproximadamente 120 a 230 m², é incluído como parte do projeto.

## Críticas
As primeiras críticas sobre a torre da 8 Spruce Street foram favoráveis. No The New York Times, o crítico de arquitetura Nicolai Ouroussoff elogiou o design do edifício como uma adição bem-vinda ao horizonte de Nova York, chamando-o de "o melhor arranha-céu em Nova York desde que o CBS Building de Eero Saarinen subiu 46 anos atrás". Paul Goldberger, da revista The New Yorker, descreveu-a como "uma das mais belas torres do centro". Comparando a torre de Gehry com o vizinho Woolworth Building concluído em 1913, Goldberger disse: "É a primeira coisa construída no centro desde então que, na verdade, merece ficar ao lado dela".
O crítico de arquitetura do CityRealty, Carter Horsely, elogiou o projeto, dizendo que "o prédio teria sido uma obra-prima arquitetônica inquestionável se a fachada sul continuasse a enrugar e se a base tivesse continuado o revestimento de aço. Mesmo assim, é tão majestoso quanto sua cruz rival da cidade, o grande edifício neo-gótico de Woolworth projetado por Cass Gilbert na 233 Broadway, do outro lado do City Hall Park". Gehry projetou tanto o exterior, interiores e espaços de amenidades, juntamente com todos os 20 apartamentos modelo.
O prédio recebeu o Prêmio Emporis Skyscraper de 2011.

## Galeria

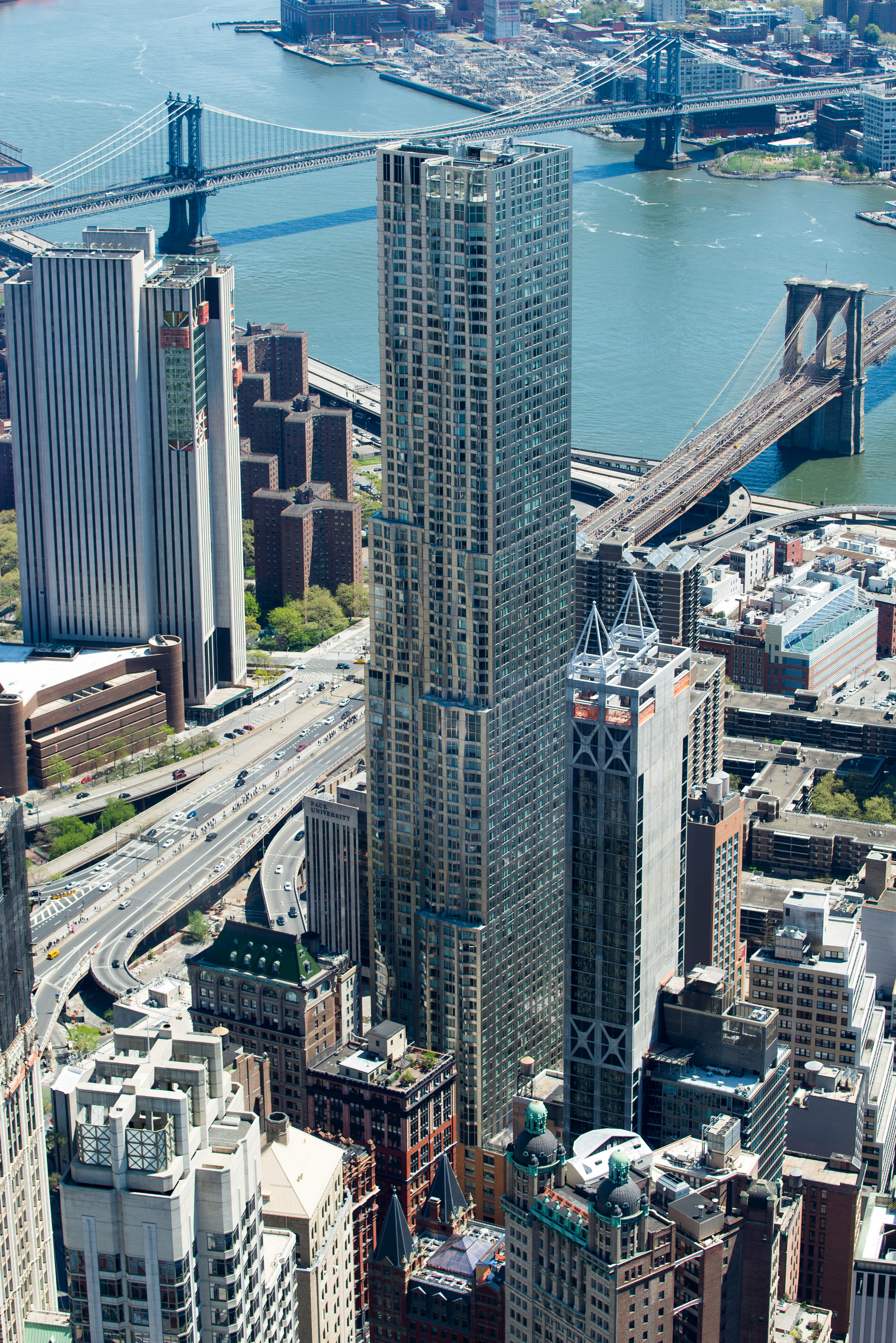
Foto da 8 Spruce Street, com as Pontes do Brooklyn e Manhattan ao fundo
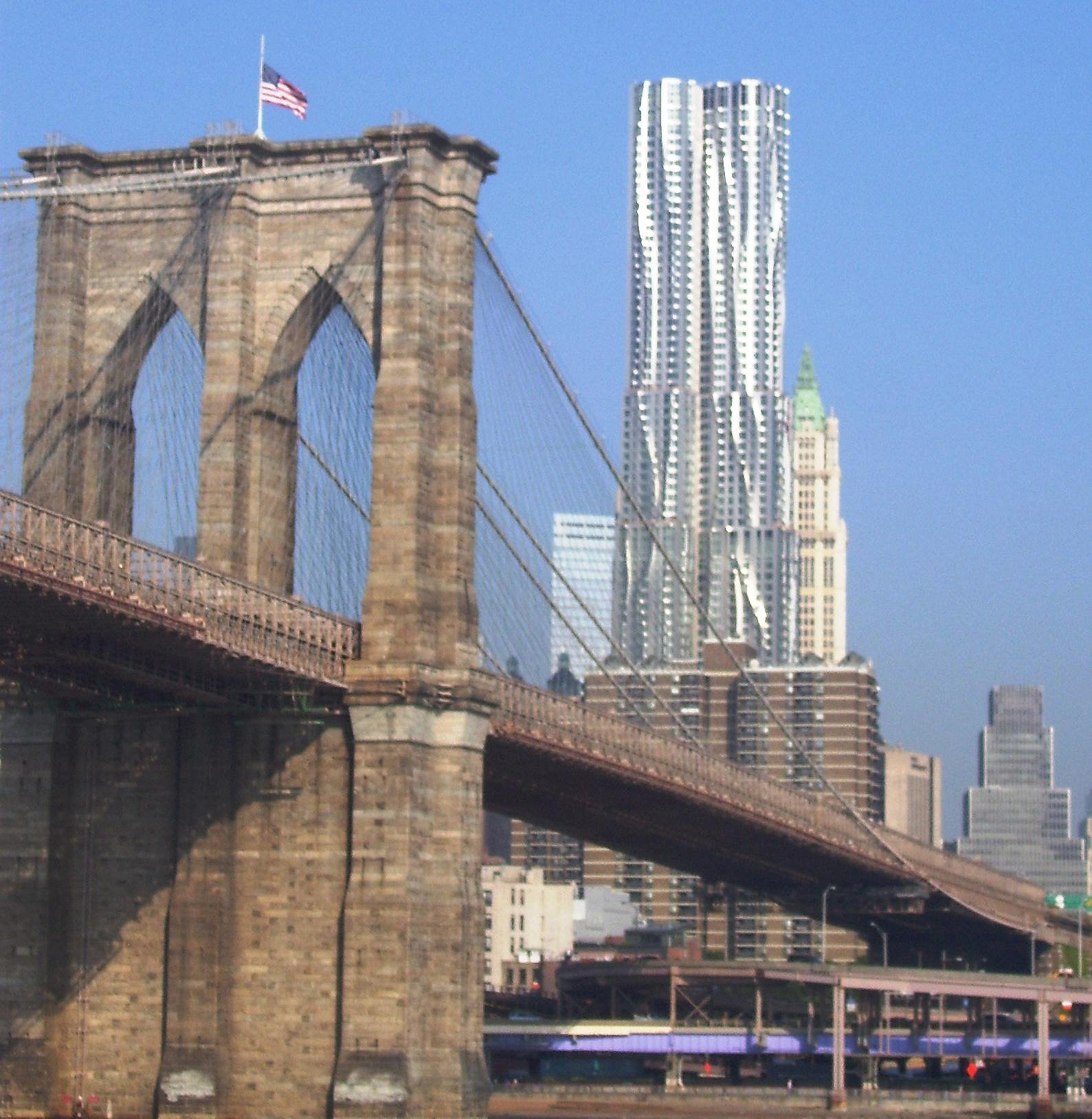
Torre vista a partir do East River, com a Ponte do Brooklyn em primeiro plano
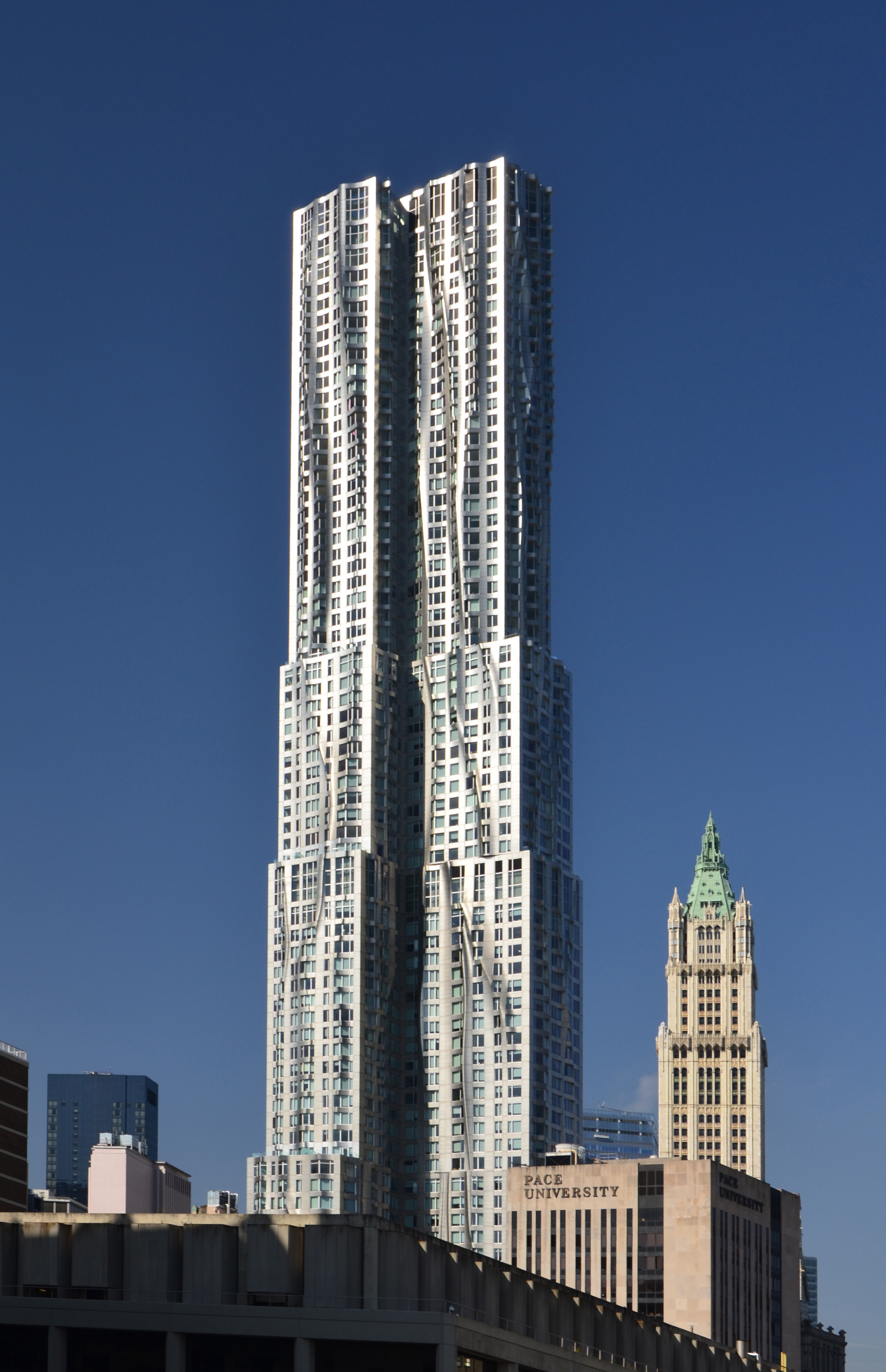
8 Spruce Street e Woolworth Building vistos da ponte de Brooklyn
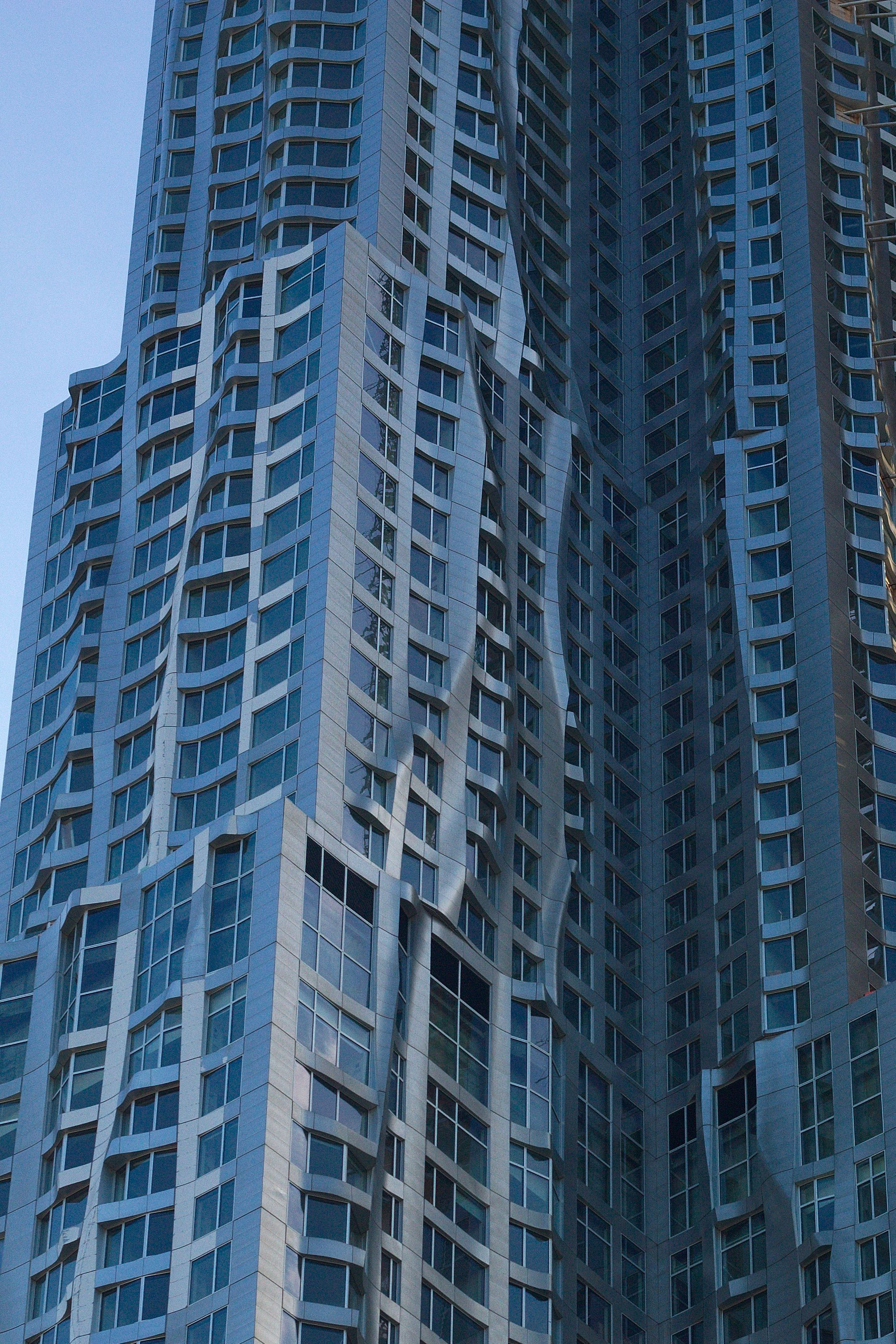
Fachada do 8 Spruce Street
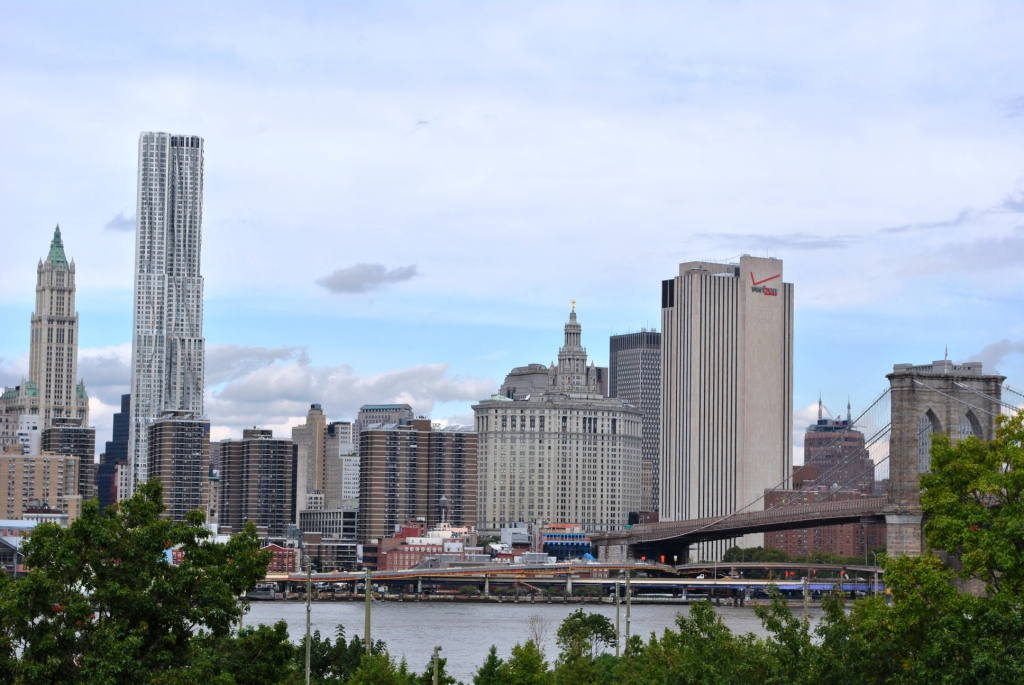
Vista Panorâmica da Lower Manhattan, com o 8 Spruce Street à esquerda